# Amblyraja
Amblyraja— рід скатів родини ромбові скати (Rajidae). Інша назви шипові скати.

## Опис
Це скати середнього розміру. Особливістю є численні шипи на спині. Представники цього роду різняться за розташуванням та кількістю шипів. Забарвлення спини темне з різними відтінками, черево — світле.

## Спосіб життя
Це морські скати, тримаються біля дна — бентофаги. Живляться переважно планктоном та дрібними ракоподібними.

## Розповсюдження
Мешкають у морях Північного льодового океану, також на півночі Тихого океану, в Атлантиці, Індійському океану та Океанії.

## Види
- Amblyraja badia  (Garman, 1899)
- Amblyraja doellojuradoi  (Pozzi, 1935)
- Amblyraja frerichsi  (Krefft, 1968)
- Amblyraja georgiana  (Norman, 1938)
- Amblyraja hyperborea  (Collett, 1879)
- Amblyraja jenseni  (Bigelow & Schroeder, 1950)
- Amblyraja radiata  (Donovan, 1808)
- Amblyraja reversa  (Lloyd, 1906)
- Amblyraja robertsi  (Hulley, 1970)
- Amblyraja taaf  (Meissner, 1987)